# Стефан Гуля
Стефан Ярослав Гуля молодший (пол. Stefan Jarosław Hula) — польський стрибун з  трампліна, олімпійський медаліст, призер чемпіонату світу з польотів на лижах. 
Бронзову олімпійську медаль  Гуля виборов на Пхьончханській олімпіаді 2018 року разом із товаришами зі збірної в командних змаганнях на великому трампліні.
Батько Стефана, Стефан Гуля старший, був лижним двоборцем і медалістом чемпіонату світу. 

## Зовнішні посилання
- Досьє на сайті FIS

## Виноски
1. ↑  Olympedia — 2006.
2. ↑  Men's large hill team results